# Adrian, Michigan
Adrian är en stad (city) i Lenawee County i delstaten Michigan i USA. Staden hade 20 645 invånare, på en yta av 21,12 km² (2020). Adrian är administrativ huvudort (county seat) i Lenawee County.

## Kända personer från Adrian
- Robert B. Howell, politiker